# Kritón (orvos)
Kritón (latinul Titus Statilius Crito) (1. század – 2. század) görög orvos
Rómában élt, Traianus római császár korában. Egy „Koszmétika” című, négy részből álló munka szerzője. A könyv szépítkezéssel, kozmetikával foglalkozik.
Traianus császár orvosaként részt vett a második Dák háborúban. Tapasztalatairól könyvet is írt Getica címen, ami mára elveszett.